# Saison 2 de Ben 10: Ultimate Alien
Chronologie
Saison 1 Saison 3
Cet article présente la deuxième saison de la série télévisée d'animation américaine Ben 10: Ultimate Alien.

## DVD
| Intitulé                                    | Zone 2/B (France) |
| ------------------------------------------- | ----------------- |
| Ben 10 Ultimate Alien - Saison 2 - Volume 1 | 28 octobre 2009   |
| Ben 10 Ultimate Alien - Saison 2 - Volume 2 | 6 janvier 2010    |
| Ben 10 Ultimate Alien - Saison 2 - Volume 3 | 6 janvier 2010    |
| Ben 10 Ultimate Alien - Saison 2 Intégrale  | 13 juillet 2010   |